# Robert Bałdyga
Robert Bałdyga (ur. 1988 w Hamburgu) – polski zawodowy windsurfer i surfer. Numer na żaglu POL-18. 

## Kariera sportowa
Zawodową karierę windsurfingową rozpoczął na jeziorze Miedwie w 1996 roku. Członek Klubu Windsurfingowego w Stargardzie. Startuje w konkurencjach Formula Windsurfing, Wave, Freestyle, Slalom i olimpijskiej klasie RS:X. W 2007 roku rozpoczął studia w Australii, gdzie również trenował i projektował żagle Severne. W 2010 przeprowadził się na Wyspy Zielonego Przylądka na wyspę Boa Vista, gdzie jest właścicielem Restauracji UNICO.

## Wybrane wyniki
- 2007 – 1. miejsce, zawody Freestyle King of Hell, Hel
- 2007 – 3. miejsce, Puchar Polski (senior)
- 2007 – 2. miejsce, Puchar Niemiec (senior)
- 2007 – Młodzieżowy wicemistrz Europy w Formule Windsurfing
- 2006 – Młodzieżowy Mistrz Świata w Formule Windsurfing
- 2006 – 10. miejsce, w rankingu Pucharu Świata PWA
- 2005 – Młodzieżowy Wicemistrz Świata w Formule Windsurfing
- 2005 – 1. miejsce, w rankingu Pucharu Europy
- 2003 – Mistrz Świata Juniorów w Formule Windsurfing